# 城南村 (山口県)
城南村（じょうなんそん）は、山口県熊毛郡にあった村。現在の田布施町大字宿井・川西にあたる。

## 地理
- 山岳 ： 呉麓山
- 河川 ： 田布施川

## 歴史
- 1889年（明治22年）4月1日 - 町村制の施行により、宿井村・川西村の区域をもって発足。
- 1955年（昭和30年）1月1日 - 麻郷村・麻里府村・田布施町と合併し、改めて田布施町が発足。同日城南村廃止。

## 交通

### 鉄道路線
村域を日本国有鉄道の山陽本線が通過したが、駅は所在しなかった。